# Szisz (történelmi település)
Szisz, örményül: Սիս, franciául: Sis, görögül: Σις/Σίσιον, egyike volt Örményország történelmi fővárosainak, amely 1199-től 1375-ig a Kis-Örményország fővárosa volt.

## A név eredete
Szisz jelentése örményül: Kis Ararát. Az Ararát-hegy örményül Maszisz.

## Története
1199-től 1375-ig a Kis-Örményország fővárosa volt.

### A mai Szisz
Mai neve Kozan, és Törökországban található.

## Híres emberek

### Sziszben születtek
- Idősebb Oszlopos Szent Simeon (388 körül)
- Szaven-Pahlavuni Hetum örmény királyi herceg (1321 után)
- Lusignan Mária örmény hercegnő (1374)

### Sziszben éltek
- Korikoszi Mária örmény királyné
- Aragóniai Konstancia ciprusi és örmény királyné

### Sziszben megfordultak
- II. András magyar király (1218)

### Sziszben hunytak el
- I. Leó örmény király (1219)
- Antiochiai Fülöp örmény király (1225)
- II. Leó örmény király (1289)
- Szaven-Pahlavuni Izabella ciprusi régensné (1323)
- Szaven-Pahlavuni Hetum örmény királyi herceg (1329 előtt)
- IV. Leó örmény király (1341)
- Lusignan János örményországi régens (1343)
- Matthieu Chappes (1375)

### Sziszben eltemetettek
- I. Leó örmény király
- Lusignan János örményországi régens

### Sziszben megkoronázottak
- I. Izabella örmény királynő (1226)
- I. Hetum örmény király (1226)
- II. Konstantin örmény király (1342)
- V. Leó örmény király (1374)
- Soissons Margit örmény királyné (1374)